# Ambrosia carduacea
Ambrosia carduacea je biljka iz porodice glavočika (Asteraceae), jedna od četrdesetak vrsta ambrozije. Grm ili manje drvo rašireno po sjeverozapadnom Meksiku (poluotok Kalifornija i Sonora).
Može narasti do pet metara visine